# Шингаринское сельское поселение
Шингаринское се́льское поселе́ние — муниципальное образование в Ковылкинском районе Мордовии Российской Федерации.
Административный центр — посёлок Силикатный.

## История
Статус и границы сельского поселения установлены Законом Республики Мордовия от 7 февраля 2005 года № 13-З «Об установлении границ муниципальных образований Ковылкинского муниципального района, Ковылкинского муниципального района и наделении их статусом сельского поселения, городского поселения и муниципального района».

## Население
| 2002  | 2010  | 2012  | 2013  | 2014  | 2015  | 2016  |
| ----- | ----- | ----- | ----- | ----- | ----- | ----- |
| 1440  | ↘1337 | ↘1312 | ↘1294 | ↘1268 | ↗1271 | ↘1243 |
| 2017  | 2018  | 2019  | 2020  | 2021  |       |       |
| ↘1200 | ↘1185 | ↘1158 | ↘1130 | ↘1043 |       |       |

## Состав сельского поселения
| № | Населённый пункт | Тип населённого пункта | Население |
| - | ---------------- | ---------------------- | --------- |
| 1 | Силикатный       | посёлок                | ↘1158     |
| 2 | Шингарино        | село                   | ↘179      |